# Le Mesnil-Herman
Le Mesnil-Herman è un comune francese di 150 abitanti situato nel dipartimento della Manica nella regione della Normandia.

## Società

### Evoluzione demografica
Abitanti censiti